# Mixin to Thrill
Mixin to Thrill é o segundo EP da banda Dragonette, lançado em 3 de Agosto de 2010. Contém três novas músicas e os melhores remixes do álbum Fixin to Thrill.

## Faixas
1. "Volcano" - 3:33
2. "Our Summer" - 4:21
3. "My Things" - 2:57
4. "Easy" (Buffetlibre Mix) - 4:57
5. "Fixin To Thrill" (Don Diablo Remix) - 7:00
6. "Pick Up The Phone" (Richard X Remix) - 6:08
7. "Fixin To Thrill" (Don Diablo Dub Mix) - 6:46
8. "Fixin To Thrill" (Villains Remix) - 4:44
9. "Pick Up The Phone" (Francis Preve Remix) - 7:03
10. "Pick Up The Phone" (Arithmatix Remix) - 5:18